# Johan Harmen Keiser
Johan Harmen Keiser (Bentheim, 2 mei 1668 - Groningen, 19 oktober 1718) was een Nederlandse jurist en politicus.

## Leven en werk
Keiser was een zoon van de landschrijver van Bentheim en tevens geheimraad van de graaf van Bentheim, mr. Gerhardt Keiser en van Aleida Lohman. Zijn vader overleed in augustus 1669 toen hij ruim één jaar was. Keiser ging in 1687 rechten studeren aan de Universiteit van Harderwijk en promoveerde tot doctor in de beide rechten (Romeins en canoniek recht). Hij vestigde zich in 1691 in Groningen. In 1703 werd hij gezworene van Groningen en 1714 werd raadsheer aldaar. Hij was lid van de Hoge Justitiekamer van Groningen. Tevens was hij gedeputeerde van Stad en Lande en werd hij door Groningen afgevaardigd als lid van lid van de Staten-Generaal.
Keiser trouwde op 19 februari 1693 te Groningen met Maria Warmolts. Uit hun huwelijk werden tien kinderen geboren, waaronder Gerhard Jacob Keiser, die evenals zijn vader jurist en gedeputeerde van Stad en Lande zou worden. Hij overleed in oktober 1718 in zijn woonplaats Groningen op 50-jarige leeftijd.